# Allium nigrum
Allium nigrum es una especie de planta bulbosa geófita del género Allium, perteneciente a la familia de las amarilidáceas, del orden de las Asparagales. Se distribuye por la región del Mediterráneo.

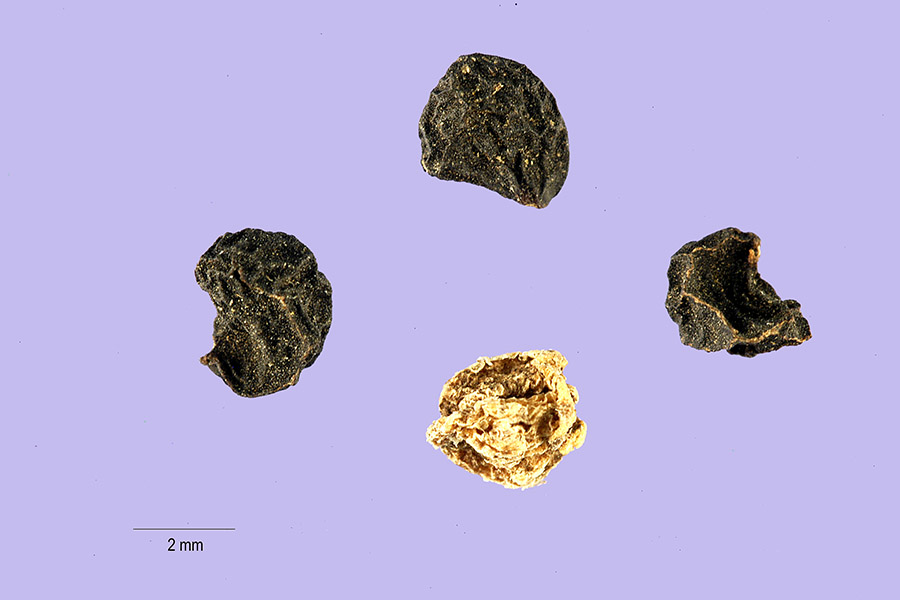
semillas

## Descripción
Allium nigrum es un ajo muy robusto de tallo cilíndrico y inflorescencia hemisférica. Las flores son muy aparentes con los tépalos dispuestos en forma de estrella y gruesos de 2-3 mm, de color rosado. La bráctea que cubre la inflorescencia se divide en 2-4 lóbulos.
Observaciones: Ajo de floración temprana si lo comparamos con la mayoría de ajos de floración estival.

## Taxonomía
Allium nigrum fue descrita por  Carlos Linneo y publicado en Species Plantarum, Editio Secunda 1: 430, en el año 1762. (Sep 1762)
- El Allium nigrum descrito por All. es el Allium narcissiflorum de Vill.
- El Allium nigrum descrito por M.Bieb. es el Allium decipiens subsp. decipiens
- El Allium nigrum descrito por Sm. es el Allium nigrum de L.

Etimología
Allium: nombre genérico muy antiguo. Las plantas de este género eran conocidos tanto por los romanos como por los griegos. Sin embargo, parece que el término tiene un origen celta y significa "quemar", en referencia al fuerte olor acre de la planta. Uno de los primeros en utilizar este nombre para fines botánicos fue el naturalista francés Joseph Pitton de Tournefort (1656-1708).
nigrum: epíteto latino que significa "de color negro".
Citología
Número de cromosomas de Allium nigrum (Fam. Liliaceae) y táxones infraespecíficos:
2n=16.
Sinonimia
- Allium afrum  (Zucc.) Kunth, Enum. Pl. 4: 455. 1843.
- Allium bauerianum Baker, Gard. Chron. 1874(2): 131. 1874.
- Allium cyrilli var. magicum (L.) Nyman, Consp. Fl. Eur.: 737. 1882.
- Allium littoreum G.Don
- Allium magicum L., Sp. Pl.: 296, err.. 1762, nom. rej.
- Allium narcissifolium Lam., 1779
- Allium odorum Ten.
- Allium paucibulbosum (Haw.) Steud., Nomencl. Bot., ed. 2, 1: 53. 1840.
- Caloscordum nigrum (L.) Banfi & Galasso
- Canidia magica (L.) Salisb., Gen. Pl.: 92. 1866, nom. inval.
- Kalabotis nigrum (L.) Raf., Fl. Tellur. 2: 19. 1837.
- Molium nigrum (L.) Haw., Philos. Mag. Ann. Chem. 1832: 284. 1832.
- Molium paucibulbosum Haw., Philos. Mag. Ann. Chem. 1832: 284. 1832.
- Ophioscorodon magicum (L.) Wallr., Sched. Crit.: 129. 1822.
- Ornithogalum afrum Zucc., Cent. Observ. Pl.: 25. 1806.[7]

## Nombre común
- Castellano: ajo de España, ajo-lirio, ajo pinto, ajo porro, ajo silvestre, suspiros de España.[8]